# Chiara Gervasi
Chiara Gervasi (La Spezia, 22 aprile 1986) è una velocista italiana, allenata dal suo tecnico Giacomo Galletto che la segue dalla fine del 2005.
Può vantare 2 titoli nazionali assoluti, entrambi ottenuti con la staffetta: (indoor) 4 x 200 metri nel 2005 e (outdoor) 4 x 400 metri nel 2010); ha vinto anche un titolo ai campionati nazionali universitari (200 metri nel 2012), 2 titoli allieve sui 100 (2002, 2003) ed uno con la 4x400 m juniores (2007).
Il 2007 è stato il suo anno migliore: bronzo sui 100 m ai Campionati italiani assoluti, bronzo ai Campionati italiani promesse sia sui 60 che sui 100 m, oro ai Campionati promesse con la staffetta 4 x 400 m; primato personale su 5 distanze: 60, 80, 100, 150 e 200 m (tutti ancora non migliorati). A livello internazionale ha partecipato a: XXIV Universiade, Europei Under 23, Coppa del Mediterraneo Ovest e Coppa Europa.

## Biografia

### Gli esordi
Ha iniziato a praticare atletica leggera nel 1998 all'età di 12 anni nella categoria Ragazze, conoscendo questa disciplina sportiva attraverso l'attività svolta alle scuole medie. All'inizio, da ragazza, ha fatto un po' di tutto, ma già da Cadetta è stata subito indirizzata verso la velocità. L'occasione che probabilmente le ha fatto capire che fosse portata per lo sprint, è stato il secondo posto ai Campionati italiani giovanili indoor del 2002 sui 60 m, in cui siglò un 7"74 alla sua prima gara a livello nazionale da Allieva. Dal 1998 sino al 2005 è stata tesserata con la Dielleffe La Spezia; nel 2005 è passata alla Fondiaria-Sai Roma dove è rimasta sino al 2012 (compresi tutti i cambiamenti di denominazione sino all'attuale ACSI Italia Atletica Roma) anno in cui è passata al CUS Pisa. Nel 2008 è stata tesserata dal Centro sportivo olimpico dell'Esercito dove è tuttora.

### 2000-2002: prime finali nazionali con primo titolo giovanile nazionale e bronzo alle gymnasiadi
Nel 2000 a Fano ai Criterium nazionale cadetti/e (una sorta di campionato nazionale di categoria) è arrivata quarta con la staffetta svedese della regione Liguria.
Nel 2001 ad Isernia, sempre al Criterium nazionale cadetti/e, è giunta quinta sugli 80 metri.
Nel 2002 è stata argento sui 60 m indoor allieve ad Ancona vincendo nella propria categoria ai campionati giovanili nazionali allievi-juniores-promesse; ha vinto a Torino i 100 m ai campionati nazionali allieve.
Ha vinto la medaglia di bronzo sui 100 m alle Gymnasiadi di Caen in Francia.

### 2003-2005: primo titolo italiano assoluto e mondiali juniores
Nel 2003 ha vinto i 100 m ai campionati nazionali allieve di Cesenatico.
Ai Campionati mondiali juniores, disputatisi in Italia a Grosseto, sui 100 m si è fermata in batteria.
Sempre nel 2004 ha preso parte all'incontro internazionale juniores che ad Isernia ha visto affrontarsi in pista un quartetto di nazionali formato da Italia, Russia, Spagna e Polonia; la Gervasi ha gareggiato su 100 e 4 x 100 m.
Nel 2005 ha vinto il titolo italiano assoluto indoor con la staffetta 4 x 200 m ad Ancona.

### 2006-2007: incetta di medaglie nazionali, successo in coppa, europei under 23, universiadi e coppa europa
Nel 2006 è stata bronzo sui 60 m agli indoor promesse e poi argento in staffetta sia con la 4 x 200 m promesse che agli assoluti nella 4 x 100 m; sesta sui 60 m agli assoluti indoor ed invece si è fermata in batteria sui 100 m agli assoluti outdoor; agli outdoor promesse, è stata quarta sui 100 m ed è uscita in batteria sui 200 m.
Nel 2007 è stata bronzo agli assoluti sui 100 m, campionessa nazionale promesse con la staffetta 4 x 400 m; bronzo sia sui 60 che sui 100 m nella categoria promesse. È arrivata sesta sui 100 m agli assoluti indoor sui 60 m; quarta sia nella 4 x 200 m agli assoluti indoor che sui 200 m promesse. Infine è stata quinta sui 200 m agli assoluti.
Nel 2007 ha gareggiato: alle Universiadi di Bangkok in Thailandia giungendo ottava nei 200 m e poi quinta con la staffetta 4 x 100 m; agli Europei under 23 (semifinalista nei 100 m e quarta con la 4 x 100 m) a Debrecen in Ungheria ed alla Coppa del Mediterraneo Ovest (prima con la 4 x 100 m) in Italia a Firenze. Nel 2007 ha partecipato alla First League di Coppa Europa tenutasi in Italia a Milano correndo i 100 m arrivando al quarto posto.

### 2008-2009: problemi fisici
Nel biennio 2008-2009 è stata funestata da problemi fisici e sfortuna che ne hanno minato la condizione, condizionando fortemente entrambe le stagioni sportive.
Nel 2008 è stata medaglia di bronzo con la 4 x 100 m agli assoluti; non ha corso la finale dei 100 m promesse ed è arrivata settima agli assoluti sulla stessa distanza.
Nel 2009 agli assoluti outdoor è stata argento con la 4 x 100 m, mentre è uscita in batteria nei 100 m.

### 2010-2011: secondo titolo italiano assoluto ed incetta di medaglie nazionali
Nel 2010 ai campionati nazionali universitari di Campobasso ha conquistato il titolo nazionale sui 200 m e la medaglia d'argento sui 100 m; agli assoluti outdoor di Grosseto è stata oro con la 4 x 400 m ed invece sui 100 m si è fermata in batteria.
Nel 2011 argento sia con la 4 x 200 m (indoor) che con la 4 x 400 m (outdoor); nelle prove individuali degli assoluti, si è fermata in batteria sui 60 m (indoor) ed invece è stata settima sui 100 m (outdoor). Ai campionati nazionali universitari sui 100 m ha chiuso in quarta posizione, mentre con la staffetta 4 x 100 m ha terminato al 6º posto.

### 2012-2014: insuccessi e assenza dagli assoluti
Nel 2012 ai campionati italiani indoor è arrivata ottava con la staffetta 4 x 200 m, mentre sui 60 m non è andata oltre la batteria.
Ha saltato interamente la stagione outdoor del 2013, ed invece in quella indoor era iscritta ai campionati italiani assoluti sui 60 m, ma non ha gareggiato.
È stata assente nel 2014 sia ai Campionati assoluti indoor di Ancona che a quelli outdoor di Rovereto.

## Curiosità
- Dal 2010 al 2013 correndo per l'Esercito ha vinto tutte e 4 le edizioni della Coppa Italia di atletica leggera.
- A livello di campionati societari, ha vinto 6 scudetti con l'ACSI Italia Atletica ed ha pure partecipato 4 volte alla Coppa dei Campioni per club di atletica leggera.
- È primatista italiana categoria promesse su 2 distanze: 80 m (9"66 corso ad Aulla il 27 aprile del 2008) e sui 150 metri (17"73 corsi a Mondovì il 1º maggio 2007); ha migliorato i precedenti tempi che resistevano rispettivamente dal 1991 e dal 1990.
- Nel 2007 a Mondovì, nella stessa manifestazione, ha stabilito due record italiani promesse su 80 e 150 m[9].

## Record nazionali

### Promesse
- 80 metri piani: 9"66 ( Aulla, 27 aprile 2008)[10]
- 150 metri piani: 17"73 ( Mondovì, 1º maggio 2007)[10]

## Progressione

### 60 metri piani indoor
| Stagione | Tempo | Luogo  | Data      | Rank. Mond. |
| -------- | ----- | ------ | --------- | ----------- |
| 2012     | 7"83  | Ancona | 26-2-2012 |             |
| 2011     | 7"58  | Aosta  | 29-1-2011 | 455ª        |
| 2008     | 7"69  | Modena | 19-1-2008 | 781ª        |
| 2007     | 7"46  | Modena | 13-1-2007 | 181ª        |
| 2006     | 7"59  | Ancona | 19-2-2006 | 457ª        |
| 2005     | 7"64  | Genova | 5-2-2005  | 536ª        |
| 2004     | 7"61  | Ancona | 7-2-2004  | 466ª        |
| 2003     | 7"69  | Ancona | 1-2-2003  |             |
| 2002     | 7"74  | Ancona | 2-2-2002  |             |

### 100 metri piani
| Stagione | Tempo | Luogo       | Data      | Rank. Mond. |
| -------- | ----- | ----------- | --------- | ----------- |
| 2012     | 11"95 | Donnas      | 14-7-2012 | 1.123ª      |
| 2011     | 11"68 | Donnas      | 3-7-2011  | 523ª        |
| 2010     | 11"76 | Gavardo     | 22-5-2010 | 496ª        |
| 2009     | 11"91 | Bellinzona  | 25-7-2009 | 899ª        |
| 2008     | 11"89 | Cagliari    | 19-7-2008 | 824ª        |
| 2007     | 11"66 | Bressanone  | 15-6-2007 | 341ª        |
| 2006     | 11"88 | Valencia    | 27-5-2006 | 956ª        |
| 2005     | 12"24 | Pietrasanta | 8-10-2005 |             |
| 2004     | 11"89 | Rieti       | 11-6-2004 | 696ª        |
| 2003     | 11"91 | Donnas      | 15-7-2003 | 711ª        |
| 2002     | 11"80 | Genova      | 11-5-2002 |             |

### 200 metri piani
| Stagione | Tempo | Luogo      | Data      | Rank. Mond. |
| -------- | ----- | ---------- | --------- | ----------- |
| 2012     | 24"73 | Donnas     | 14-7-2012 |             |
| 2011     | 24"35 | Donnas     | 3-7-2011  | 913ª        |
| 2010     | 24"61 | Campobasso | 29-5-2010 | 1.296ª      |
| 2008     | 25"11 | Rieti      | 18-5-2008 |             |
| 2007     | 24"21 | Bangkok    | 12-6-2007 | 700ª        |
| 2006     | 25"08 | Rieti      | 23-7-2006 | 1.938ª      |
| 2005     | 25"06 | Genova     | 6-2-2005  |             |
| 2004     | 24"59 | Genova     | 23-5-2004 |             |

## Palmarès
| Anno | Manifestazione    | Sede     | Evento  | Risultato  | Tempo | Note   |
| ---- | ----------------- | -------- | ------- | ---------- | ----- | ------ |
| 2002 | Gymnasiadi        | Caen     | 100 m   | Bronzo     | 12"30 | [ 11 ] |
| 2004 | Mondiali juniores | Grosseto | 100 m   | Batteria   | 12"13 | [ 12 ] |
| 2007 | Europei under 23  | Debrecen | 100 m   | Semifinale | 11"73 | [ 13 ] |
| 2007 | Europei under 23  | Debrecen | 4×100 m | 4ª         | 44"08 | [ 14 ] |
| 2007 | Universiadi       | Bangkok  | 200 m   | 8ª         | 24"33 | [ 15 ] |
| 2007 | Universiadi       | Bangkok  | 4×100 m | 5ª         | 44"71 | [ 6 ]  |

## Campionati nazionali
- 1 volta campionessa assoluta indoor della staffetta 4×200 metri (2005)
- 1 volta campionessa assoluta della staffetta 4×400 metri (2010)
- 1 volta campionessa universitaria dei 200 metri (2010)
- 1 volta campionessa promesse della staffetta 4 x 400 metri (2007)
- 2 volte campionessa allieve dei 100 metri (2002 e 2003)

2000
- 4ª al Criterium nazionale cadetti/e, (Fano), 200+400+600+800 m, - 5'42"05[16]

2001
- 5ª al Criterium nazionale cadetti/e, (Isernia),
80 m - 9"9[17]

2002
- Argento ai Campionati italiani allieve-juniores-promesse indoor, (Ancona), 60 m - 7"74[1]
- Oro ai Campionati italiani allieve-juniores-promesse, (Torino), 100 m[18]

2003
- Oro ai Campionati italiani allieve-juniores-promesse, (Cesenatico), 100 m[18]

2005
- Oro ai Campionati italiani assoluti indoor, (Ancona), 4 x 200 m[18]

2006
- Bronzo ai Campionati italiani allievi-juniores-promesse indoor, (Ancona), 60 m - 7"67[19]
- 6ª ai Campionati italiani assoluti indoor, (Ancona), 60 m - 7"59[20]
- Argento ai Campionati italiani assoluti indoor, (Ancona), 4 x 200 m - 1'39"58[21]
- In batteria ai Campionati italiani assoluti, (Torino), 100 m - 12"19[22]
- Argento ai Campionati italiani assoluti, (Torino),
4 x 100 m - 46"52[23]
- 4ª ai Campionati italiani juniores e promesse, (Rieti), 100 m - 12"00[24]
- In batteria ai Campionati italiani juniores e promesse, (Rieti), 200 m - 25"08[25]

2007
- Bronzo ai Campionati italiani allievi-juniores-promesse indoor, (Genova), 60 m - 7"60[26]
- 6ª ai Campionati italiani assoluti indoor, (Ancona), 60 m - 7"56[27]
- 4ª ai Campionati italiani assoluti indoor, (Ancona),
4 x 200 m - 1‘40"48[28]
- Bronzo ai Campionati italiani juniores e promesse, (Bressanone), 100 m - 11"88[29]
- 4ª ai Campionati italiani juniores e promesse, (Bressanone), 200 m - 24"34[30]
- Oro ai Campionati italiani juniores e promesse, (Bressanone), 4 x 400 m - 3‘48"78[31]
- Bronzo ai Campionati italiani assoluti, (Padova), 100 m - 11"98[32]
- 5ª ai Campionati italiani assoluti, (Padova),
200 m - 24"44[33]

2008
- In finale ai Campionati italiani juniores e promesse, (Torino), 100 m - dns[34]
- 7ª ai Campionati italiani assoluti, (Cagliari),
100 m - 11"89[35]
- Bronzo ai Campionati italiani assoluti, (Cagliari),
4 x 100 m - 46"25[36]

2009
- In batteria ai Campionati italiani assoluti, (Milano), 100 m - 12"40[37]
- Argento ai Campionati italiani assoluti, (Milano),
4 x 100 m - 45"70[38]

2010
- Argento ai Campionati nazionali universitari, (Campobasso), 100 m - 11"89[39]
- Oro ai Campionati nazionali universitari, (Campobasso), 200 m - 24"61[40]
- In batteria ai Campionati italiani assoluti, (Grosseto), 100 m - 12"00[41]
- Oro ai Campionati italiani assoluti, (Grosseto),
4 x 400 m - 3'41"92[42]

2011
- 4ª ai Campionati nazionali universitari, (Torino),
100 m - 12"10[43]
- 6ª ai Campionati nazionali universitari, (Torino),
4 x 100 m - 48"31[44]
- In batteria ai Campionati italiani assoluti indoor, (Ancona) 60 m - 7"66[45]
- Argento ai Campionati italiani assoluti indoor, (Ancona), 4 x 200 m - 1'39"05[46]
- 7ª ai Campionati italiani assoluti, (Torino),
100 m - 12"05[47]
- Argento ai Campionati italiani assoluti, (Torino),
4 x 400 m - 4'43"61[48]

2012
- In batteria ai Campionati italiani indoor, Ancona,
60 m - 7"83[49]
- 8ª ai Campionati italiani indoor, Ancona,
4 x 200 m - 1'43"29[50]

2013
- In batteria[7] ai Campionati italiani assoluti indoor, (Ancona), 60 m - dns[8]

## Altre competizioni internazionali
2006
- Bronzo al Meeting Serale Lausanne-Sports,
( Bellinzona), 100 m - 12"10[51]
- 7ª alla Coppa dei Campioni per club di atletica leggera, ( Valencia), 100 m - 11"88[52]

2007
- 5ª al III Meeting Internazionale "Città di Marano",
( Marano di Napoli), 200 m - 24"63[53]
- Bronzo al XX AtletiCAGeneve Memorial "Gerorges Caillat", ( Ginevra), 100 m - 11"79[54]
- Oro nella Coppa del Mediterraneo Ovest,
( Firenze), 4×100 m - 44"54[55]
- 4ª nella Coppa Europa,
 Milano, 100 m - 11"66[56]
- Oro al Meeting Internazionale di Bergamo,
( Bergamo), 100 m - 11"67[57]

2008
- 6ª al XXI AtletiCAGeneve Memorial "Georges Caillat",
( Ginevra), 100 m - 11"94[58]
- 4ª al XXI AtletiCAGeneve Memorial "Georges Caillat",
( Ginevra), 4 x 100 m - 44"98[59]
- Oro alla Coppa dei Campioni per club di atletica leggera, ( Vila Real de Santo António),
100 m - 11"95[60]
- Bronzo alla Coppa dei Campioni per club di atletica leggera, ( Vila Real de Santo António),
4 x 100 m - 46"01[61]

2009
- Oro al Meeting Serale Lausanne-Sports,
( Bellinzona), 100 m - 11"91[62]
- 6ª al IIX Meeting Internazionale di Lugano,
( Lugano), 100 m - 12"04[63]

2010
- 5ª al VIII Meeting Internazionale "Graziano Della Valle", ( Pavia), 100 m 11"93[64]
- Oro al Meeting Internazionale di Gavardo,
( Gavardo), 100 m - 11"83[65]
- Oro al Meeting Internazionale di Mondovì,
( Mondovì), 100 m - 11"87[65]

2011
- Bronzo al IX Meeting Internazionale "Graziano Della Valle", ( Pavia), 100 m - 11"90[66]
- Oro al Pergine Valsugana Meeting Internazionale,
( Pergine Valsugana), 100 m - 11"92[67]

2012
- 5ª al IIIXX Meeting Via col… vento,
( Donnas), 100 m - 12"19[68]
- 5ª al IIIXX Meeting Via col… vento,
( Donnas), 200 m - 24"73[69]

## Attività extrasportive e vita privata
- Il 13 dicembre 2010 presso l'Università di Pisa si è laureata in Informatica applicata ottenendo il massimo della votazione, 110 con lode[70]. Ora sta continuando gli studi universitari all'ateneo toscano per ottenere la laurea Magistrale Informatica[71].
- Nel gennaio del 2011, durante la stagione indoor, ha svolto uno stage di allenamenti della durata di dieci giorni nelle spagnole Isole Canarie insieme a Fabio Cerutti, Davide Manenti e Clelia Calcagno[72].
- Ha l'hobby sia della fotografia che della cucina[73].